# Flandern-Rundfahrt 2025
Die Flandern-Rundfahrt 2025 war die 109. Austragung des belgischen Eintagesrennens. Das Rennen fand am 6. April 2025 statt und ist Teil der UCI WorldTour 2025. Die Flandern-Rundfahrt gehört wie Mailand–Sanremo, Paris–Roubaix, Lüttich–Bastogne–Lüttich und Il Lombardia zu den Monumenten des Radsports. Zeitgleich fand die Flandern-Rundfahrt für Frauen statt.
Den Sieg sicherte sich der Slowene Tadej Pogačar (UAE Team Emirates-XRG), der sich im Regenbogentrikot rund 18 Kilometer vor dem Ziel in der letzten Auffahrt des Oude Kwaremont als Solist absetzte. Er gewann das Rennen mit einem Vorsprung von einer Minute und einer Sekunde vor Mads Pedersen (Lidl-Trek) und Mathieu van der Poel (Alpecin-Deceuninck), die sich im Sprint um die weiteren Podiumsplätze durchsetzten.

## Teilnehmende Mannschaften und Fahrer
Neben den 18 UCI WorldTeams gingen auch 7 UCI ProTeams bei dem Rennen an den Start. Für jede Mannschaft waren sieben Fahrer startberechtigt, wobei mit Marijn van den Berg (EF Education-EasyPost) ein Fahrer das Rennen nicht in Angriff nahm.
Mit Mathieu van der Poel (Alpecin-Deceuninck), Tadej Pogačar (UAE Team Emirates-XRG) und Alexander Kristoff (Uno-X Mobility) starteten drei ehemalige Sieger bei der 109. Austragung der Flandern-Rundfahrt.
Als Top-Favoriten galten in erster Linie der zweifache Sieger Mathieu van der Poel und der amtierende Weltmeister Tadej Pogačar. Mathieu van der Poel konnte zuvor mit Mailand–Sanremo bereits eines der Monument gewinnen, ehe er auch die E3 Saxo Classic nach einem Solo über 40 Kilometer für sich entschied. Tadej Pogačar hingegen gewann nach seinem Gesamtsieg bei der UAE Tour die Strade Bianche und stand bei Mailand–Sanremo als Dritter auf dem Podium, nachdem er das Rennen bereits auf der Cipressa eröffnet hatte. Mit Tim Wellens, Nils Politt, Jhonatan Narváez und António Morgado konnte er zudem auf mehrere Klassiker-Spezialisten bauen, die selbst zum erweiterten Favoritenkreis zählten.
Das Team Visma-Lease a Bike entsandte mit Wout van Aert, Matteo Jorgenson, Dylan van Baarle und Tiesj Benoot gleich mehrere Klassiker-Spezialisten, wobei die niederländische Mannschaft zuvor nicht überzeugen konnte. 

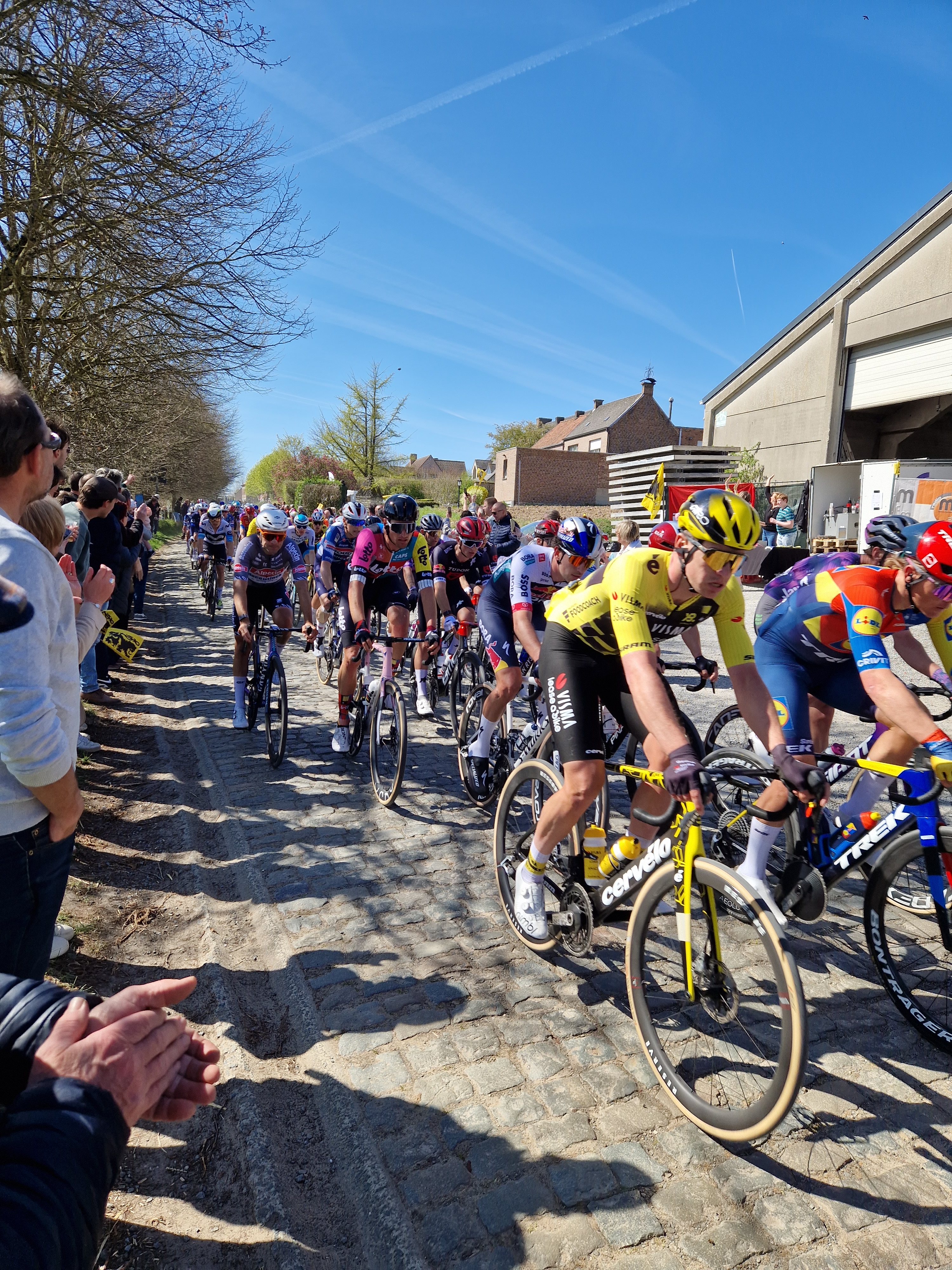
Das Peloton passiert die gepflasterte Paddestraat, Zotttegem, mit Wout Van Aert im Vordergrund.

Während Wout van Aert bis dahin hinter seinen früheren Leistungen zurückgeblieben war, hatte Matteo Jorgenson mit seinem zweiten Gesamtsieg bei der Fernfahrt Paris–Nizza überzeugt. Bei Dwars door Vlaanderen war die Mannschaft wenige Tage zuvor zwar mit drei Fahrern in der Spitzengruppe vertreten gewesen, wobei sich das Trio aus Wout van Aert, Matteo Jorgenson und Tiesj Benoot überraschend dem US-Amerikaner Neilson Powless (EF Education-EasyPost) geschlagen geben hatten müssen. Als weiterer Favorit galt der Däne Mads Pedersen (Lidl-Trek), der Gent–Wevelgem nach einem Solo über mehr als 50 Kilometer gewonnen hatte und hinter Mathieu van der Poel Zweiter der E3 Saxo Classic geworden war. Seine US-amerikanische Mannschaft entsandte zudem mit Jasper Stuyven, Toms Skujiņš und Mathias Vacek eines der am stärksten einzuschätzenden Teams.
Weitere Klassiker-Spezialisten und endschnelle Fahrer, die das Rennen in Angriff nahmen waren: Filippo Ganna, Ben Turner, Magnus Sheffield (Ineos Grenadiers), Stefan Küng, Valentin Madouas (beide Groupama-FDJ), Neilson Powless, Mikkel Frølich Honoré (beide EF Education-EasyPost), Matej Mohorič, Fred Wright (beide Bahrain Victorious), Laurence Pithie, Oier Lazkano (beide Red Bull-Bora-hansgrohe), Biniam Girmay, Laurenz Rex (beide Intermarché-Wanty), Michael Matthews (Team Jayco AlUla), Matteo Trentin (Tudor Pro Cycling Team) Alexander Kristoff, Jonas Abrahamsen, Rasmus Tiller (alle Uno-X Mobility), Yves Lampaert, Paul Magnier (beide Soudal Quick-Step), Dries De Bondt (Decathlon AG2R La Mondiale Team), Luca Mozzato, Arnaud Démare (beide Arkéa-B&B Hotels), Dylan Teuns (Cofidis), Iván García Cortina (Movistar Team) und Alec Segaert (Lotto).
Bekannte Nicht-Starter waren Thomas Pidcock (Q36.5 Pro Cycling Team), Arnaud De Lie (Lotto), Kasper Asgreen (EF Education-EasyPost) und Christophe Laporte (Team Visma-Lease a Bike), der das Rennen aufgrund einer Erkrankung verpasst.
| UCI WorldTeams | UCI WorldTeams                  | UCI WorldTeams | UCI WorldTeams          | UCI WorldTeams | UCI WorldTeams          | UCI ProTeams | UCI ProTeams           |
| -------------- | ------------------------------- | -------------- | ----------------------- | -------------- | ----------------------- | ------------ | ---------------------- |
| ADC            | Alpecin-Deceuninck              | IGD            | Ineos Grenadiers        | DFP            | Team Picnic PostNL      | IPT          | Israel-Premier Tech    |
| ARK            | Arkéa-B&B Hotels                | GFC            | Intermarché-Wanty       | TVL            | Team Visma-Lease a Bike | LOT          | Lotto                  |
| TBV            | Bahrain Victorious              | LTK            | Lidl-Trek               | UAD            | UAE Team Emirates-XRG   | Q36          | Q36.5 Pro Cycling Team |
| COF            | Cofidis                         | MOV            | Movistar Team           | XAT            | XDS Astana Team         | TFB          | Team Flanders-Baloise  |
| DAT            | Decathlon AG2R La Mondiale Team | RBH            | Red Bull-Bora-hansgrohe |                |                         | TUD          | Tudor Pro Cycling Team |
| EFE            | EF Education-EasyPost           | SOQ            | Soudal Quick-Step       |                |                         | UXM          | Uno-X Mobility         |
| GFC            | Groupama-FDJ                    | JAY            | Team Jayco AlUla        |                |                         | WB2          | Wagner Bazin WB        |

## Streckenführung
Mit 268,9 km war die 109. Austragung der Flandern-Rundfahrt etwas kürzer als jene des vergangenen Jahres. Zudem erfolgte der Start diesmal nicht in Antwerpen, sondern in Brügge. Als Zielort diente erneut Oudenaarde, wobei sich die finale Schleife in den Flämischen Ardennen nicht verändert hatten. Insgesamt mussten die Fahrer 7 Kasseien (Kopfsteinpflaster-Straßen) und 16 Hellingen (kurze Anstiege in Flandern) absolvieren.
Die ersten rund 100 Kilometer wiesen keine großen Schwierigkeiten auf. Die Strecke führte dabei durch Beernem, Aalter, Tielt, Waregem und Deinze ins südöstliche Oudenaarde, das bei Kilometer 115 zum ersten Mal durchfahren wurde. Kurz zuvor wurde mit dem Sektor Doorn der erste Kopfsteinpflaster-Abschnitt bei Kilometer 109 erreicht. Bei Kilometer 128,9 überquerten die Fahrer erstmals den Oude Kwaremont, ehe die erste Schleife in den Flämischen Ardennen absolviert wurde. Diese führte über den Eikenberg, Wolvenberg, sowie die Kopfsteinpflaster-Kombination aus Holleweg, Karel Martelstraat und Jagerij in Richtung Osten. Nach dem Molenberg und der Paddestraat erreichten die Fahrer kurz vor Zottegem den östlichsten Punkt des Rennens, ehe es über den Berendries, Valkenberg und Berg Ten Houte über Brakel ins westliche Ronse ging. Von hier aus geht es über den Nieuwe Kruisberg und die Hotond zurück zum Oude Kwaremont, der das Herzstück der Streckenführung darstellte und als Ausgangspunkt der Schleifen diente.
Mit der zweiten Auffahrt des Oude Kwaremont wurde das Finale rund 55 Kilometer vor dem Ziel eröffnet. Nun wurden ausschließlich Kopfsteinpflaster-Anstiege befahren. Nach der ersten Passage des Paterberg folgte der Koppenberg, der 44,6 Kilometer vor dem Ziel überquert wurde. Mit einer maximalen Steigung von 22 % stellte dieser Anstieg eine Schlüsselstelle der Streckenführung dar. Auf den anschließenden acht Kilometern wurden der Steenbeekdries (Mariaborrestraat/Stationsberg) und Taaienberg befahren, ehe die Fahrer rund 30 Kilometer vor dem Ziel zurück nach Ronse gelangten. Hier wurde der Oude Kruisberg überquert, und die Fahrer gelangten über die Hotond auf die N36, die abschüssig nach Kluisbergen führte, wo die letzte Auffahrt auf den rund zwei Kilometer langen Oude Kwaremont folgte. Nach einer schmalen, kurzen Abfahrt wurde mit dem Paterberg 13,3 Kilometer vor dem Ziel der letzte Anstieg überquert. Dieser wies auf seiner Länge von 360 Metern eine durchschnittliche Steigung von rund 13 % auf. Die letzten Kilometer verliefen auf breiten und flachen Straßen und führten zunächst zurück nach Kluisbergen, ehe es über die Schelde auf der N453 nach Oudenaarde ging. Die Ziellinie befand sich am Ende einer langen Geraden auf der Höhe des Donkvijver.
| #  |                         | Kilometer | Länge (m) | Ø Steigung | max. Steigung | Kopfsteinpflaster |
| -- | ----------------------- | --------- | --------- | ---------- | ------------- | ----------------- |
|    | Doorn                   | 109       |           |            |               | ●                 |
| 1  | Oude Kwaremont          | 128,9     | 2200      | 4 %        | 11,6 %        | ●                 |
| 2  | Eikenberg               | 144,8     | 1200      | 5,2 %      | 10 %          | ●                 |
| 3  | Wolvenberg              | 148       | 645       | 7,9 %      | 17,3 %        |                   |
|    | Holleweg                | 148       | 650       |            |               | ●                 |
|    | Karel Martelstraat      | 149,2     | 1200      |            |               | ●                 |
|    | Jagerij                 | 152       | 1000      |            |               | ●                 |
| 4  | Molenberg               | 157,9     | 463       | 7 %        | 14,2 %        | ●                 |
|    | Paddestraat             | 162,8     | 1500      |            |               | ●                 |
| 5  | Berendries              | 177,4     | 940       | 7 %        | 12,3 %        |                   |
| 6  | Valkenberg              | 182,8     | 540       | 8,1 %      | 12,8 %        |                   |
| 7  | Berg Ten Houte          | 195,2     | 1100      | 6 %        | 21 %          | ● (teilweise)     |
| 8  | Nieuwe Kruisberg/Hotond | 204,7     | 1000      | 7,7 %      | 14 %          |                   |
| 9  | Oude Kwaremont          | 214,6     | 2200      | 4 %        | 11,6 %        | ●                 |
| 10 | Paterberg               | 218       | 360       | 12,9 %     | 20,3 %        | ●                 |
| 11 | Koppenberg              | 224,3     | 600       | 11,6 %     | 22 %          | ●                 |
|    | Mariaborrestraat        | 228,3     | 400       |            |               | ●                 |
| 12 | Steenbeekdries          | 229,7     | 1100      | 3,1 %      | 7,6 %         | ●                 |
|    | Stationsberg            | 230,2     | 700       |            |               | ●                 |
| 13 | Taaienberg              | 232,1     | 530       | 6,6 %      | 15,8 %        | ●                 |
| 14 | Oude Kruisberg-Hotond   | 2424      | 2500      | 5 %        | 9 %           | ●                 |
| 15 | Oude Kwaremont          | 252,2     | 2200      | 4 %        | 11,6 %        | ●                 |
| 16 | Paterberg               | 255,7     | 360       | 12,9 %     | 20,3 %        | ●                 |
|    | Ziel                    | 268,9     |           |            |               |                   |

## Rennverlauf und Ergebnis
Frühe Rennphase
Das Rennen wurde kurz nach 10 Uhr bei rund 9 Grad Celsius in Brügge gestartet. Mit dem Niederländer Marijn van den Berg (EF Education-EasyPost) nahm ein Fahrer das Rennen nicht in Angriff. Auf den ersten Kilometern kam es immer wieder zu Angriffen, wobei sich die Ausreißergruppe des Tages erst nach rund 30 Kilometern absetzen konnte. In dieser waren mit Connor Swift (Ineos Grenadiers), Marco Haller (Tudor), Elmar Reinders (Jayco AlUla), Sean Flynn, Timo Roosen (Picnic PostNL), Alessandro Romele (XDS Astana), Rory Townsend (Q36.5) und Victor Vercouillie (Flanders-Baloise) acht Fahrer vertreten. Dahinter lösten sich mit Max Walker (EF Education-EasyPost) und Jens Reynders (Wagner Bazin WB) zwei weitere Fahrer, die jedoch nicht zu den Ausreißern aufschließen konnten und nach rund 100 Kilometern wieder eingeholt wurden. Die Spitzengruppe fuhr unterdessen einen maximalen Vorsprung von rund viereinhalb Minuten heraus, wobei die Mannschaften UAE Team Emirates-XRG und Alpecin-Deceuninck die Nachführarbeit im Peloton übernahmen.
Erste Hellingen und Kasseien
Nach dem Kopfsteinpflaster-Sektor von Doorn erreichten die Ausreißer die erste Auffahrt des Oude Kwaremont mit einem Vorsprung von vier Minuten. Im Peloton begannen nun die Positionskämpfe, wobei es rund 127 Kilometer vor dem Ziel zu einem Massensturz kam, in den auch Mathieu van der Poel (Alpecin-Deceuninck), Tim Wellens (UAE Team Emirates-XRG) und John Degenkolb (Picnic PostNL) involviert waren. Während John Degenkolb das Rennen mit mehreren Frakturen aufgeben musste, konnte Mathieu van der Poel das Rennen fortsetzen und schloss kurz nach dem Eikenberg wieder zum Hauptfeld auf. In diesem kam es zu mehreren Angriffen, wobei sich anfangs keine Gruppe entscheidend lösen konnte. Rund 110 Kilometer vor dem Ziel griff Davide Ballerini (XDS Astana) auf der Kuppe des Molenberg an, ehe er sich gemeinsam mit Stefan Küng (Groupama-FDJ), Tiesj Benoot (Visma-Lease a Bike) und Vito Braet (Intermarché-Wanty) vom Peloton absetzte. Dahinter folgte ein weiteres Quartett mit Filippo Ganna (Ineos Grenadiers), Matteo Trentin (Tudor), Quinten Hermans (Alpecin-Deceuninck) und Daan Hoole (Lidl-Trek), das sich ebenfalls erfolgreich vom Hauptfeld lösen hatte können. Auf dem nachfolgenden flacheren Abschnitt schlossen sich die beiden Ausreißergruppen zusammen, ehe sie kurz nach dem Berendries zu der Spitzengruppe aufschloss. Da Timo Roosen und Victor Vercouillie bereits abgehängt worden waren, befanden sich nun 14 Fahrer an der Spitze des Rennens, wobei die Mannschaften Ineos Grenadiers, XDS Astana und Tudor mit zwei Fahrern vertreten waren. Das Hauptfeld lag unterdessen rund eine Minute zurück und das UAE Team Emirates-XRG übernahm mit Mikkel Bjerg und António Morgado den Großteil der Nachführarbeit, um den Abstand gering zu halten. Nach dem Valkenberg, Berg Ten Houte und Nieuwe Kruisberg erreichte die Spitzengruppe die zweite Passage des Oude Kwaremont mit einem Vorsprung von rund 50 Sekunden.
Vorentscheidung
In der zweiten Auffahrt des Oude Kwaremont griff Tadej Pogačar (UAE Team Emirates-XRG) das erste Mal an. Einzig Mathieu van der Poel (Alpecin-Deceuninck), Mads Pedersen (Lidl-Trek), Wout van Aert und Matteo Jorgenson (Visma-Lease a Bike) konnten dem Antritt des Weltmeisters folgen, der rasch zu den ersten abgehängten Fahrern der Ausreißergruppe aufschloss. Im nachfolgenden Paterberg forcierte Mathieu van der Poel das Tempo und setzte sich gemeinsam mit Tadej Pogačar von den restlichen Favoriten ab. Nach vor dem Koppenberg konnten Wout van Aert, Matteo Jorgenson und Mads Pedersen, sowie Jasper Stuyven (Lidl-Trek), Neilson Powless (EF Education-EasyPost), Yevgeniy Fedorov (XDS Astana) und Arjen Livyns (Lotto) die Lücke erneut schließen, ehe die Gruppe im steilsten Anstieg des Rennens ein weiteres Mal zerfiel. Erneut erwiesen sich Tadej Pogačar und Mathieu van der Poel als stärkste Fahrer, ehe die beiden rund 42 Kilometer vor dem Ziel zu den verbliebenen Ausreißern aufschlossen. Vor der Mariaborrestraat schob sich das Fahrerfeld jedoch ein weiteres Mal zusammen und es bildete sich eine 13 Fahrer umfassende Spitzengruppe, in der die Favoriten und stärksten Fahrer der früheren Ausreißergruppe vertreten waren. Nun folgten Angriffe von Mads Pedersen und Wout van Aert, wobei sich die beiden nicht vor den nachfolgenden Anstiegen absetzen konnten.
Nach der Kombination aus Mariaborrestraat, Steenbeekdries und Stationsberg griff Tadej Pogačar auch am Taaienberg an und setzte sich diesmal gemeinsam mit Mathieu van der Poel und Mads Pedersen ab. Dahinter bildete sich eine Verfolgergruppe mit Wout van Aert, Matteo Jorgenson, Tiesj Benoot, Jasper Stuyven und Stefan Küng, die ihren Rückstand konstant bei rund zehn Sekunden halten konnte, ehe es in den Oude Kruisberg ging. In diesem gepflasterten Anstieg konnte Mads Pedersen seinen beiden Gefährten nicht folgen und fiel zurück, während Wout van Aert das Tempo dahinter forcierte. Hinter Tadej Pogačar und Mathieu van der Poel bildete sich nun eine neue Verfolgergruppe in der Wout van Aert, Mads Pedersen und Jasper Stuyven vertreten waren. Das Trio arbeitete gut zusammen und konnte auf den nachfolgenden abfallenden Kilometern noch einmal zur Spitze des Rennens aufschließen. Matteo Jorgenson, Tiesj Benoot und Stefan Küng hingegen konnten keinen Einfluss mehr auf den Rennausgang nehmen.
Entscheidung
Mit dem Oude Kwaremont und dem Paterberg folgten nun nur noch zwei Anstiege, ehe die letzten 12 Kilometer flach nach Oudenaarde führten. Wout van Aert griff bereits am Fuß des Oude Kwaremont an und versuchte so mit einem kleinen Vorsprung in den vorletzten Anstieg zu gehen. Er konnte jedoch nur wenige Meter herausfahren und wurde beim Beginn des Kopfsteinpflasters von Tadej Pogačar gestellt, der das Tempo erneut forciert hatte. Anfangs konnte ihm einzig Mathieu van der Poel folgen, ehe auch der Niederländer den Weltmeister ziehen lassen musste. Als Solist überquerte Tadej Pogačar die Kuppe des Oude Kwaremont mit einem Vorsprung von rund zehn Sekunden, ehe er seinen Vorsprung auf dem Weg zum Paterberg auf rund 30 Sekunden ausbaute. Auch auf dem letzten Anstieg zeigte der Slowene keine Schwäche und ging auf die letzten flachen Kilometer die großteils im Gegenwind absolviert werden mussten. Schlussendlich gewann er seine zweite Flandern-Rundfahrt mit einem Vorsprung von einer Minute und einer Sekunde nach einem Solo über rund 18 Kilometer. Dahinter kam es zum Sprint der Verfolgergruppe, wobei Jasper Stuyven den Sprint für Mads Pedersen anfuhr. Der Däne sicherte sich den zweiten Platz, wobei er sich überlegen vor Mathieu van der Poel und Wout van Aert durchsetzte. Mit einem Rückstand von rund zwei Minuten folgten Tiesj Benoot und Stefan Küng auf den weiteren Plätzen, wobei Matteo Jorgenson auf den letzten Kilometern einbrach und das Ziel hinter der ersten großen Gruppe auf dem 47. Rang beendete. Im Sprint der Gruppe setzte sich Filippo Ganna im Kampf um Platz acht vor Iván García Cortina (Movistar Team) und Davide Ballerini durch.
| Platz | Fahrer                 | Nation | Team                            | Zeit                  |
| ----- | ---------------------- | ------ | ------------------------------- | --------------------- |
| 01.   | Tadej Pogačar          | SLO    | UAE Team Emirates-XRG           | 5:58:41 h (44,5 km/h) |
| 02.   | Mads Pedersen          | DEN    | Lidl-Trek                       | + 1:02 min            |
| 03.   | Mathieu van der Poel   | NED    | Alpecin-Deceuninck              | "                     |
| 04.   | Wout van Aert          | BEL    | Team Visma-Lease a Bike         | "                     |
| 05.   | Jasper Stuyven         | BEL    | Lidl-Trek                       | + 1:04 min            |
| 06.   | Tiesj Benoot           | BEL    | Team Visma-Lease a Bike         | + 1:51 min            |
| 07.   | Stefan Küng            | SUI    | Groupama-FDJ                    | + 1:53 min            |
| 08.   | Filippo Ganna          | ITA    | Ineos Grenadiers                | + 2:19 min            |
| 09.   | Iván García Cortina    | ESP    | Movistar Team                   | "                     |
| 10.   | Davide Ballerini       | ITA    | XDS Astana Team                 | "                     |
| 11.   | Laurence Pithie        | NZL    | Red Bull-Bora-hansgrohe         | "                     |
| 12.   | Mike Teunissen         | NED    | XDS Astana Team                 | "                     |
| 13.   | Michael Matthews       | AUS    | Team Jayco AlUla                | "                     |
| 14.   | Markus Hoelgaard       | NOR    | Uno-X Mobility                  | "                     |
| 15.   | Gianni Vermeersch      | BEL    | Alpecin-Deceuninck              | "                     |
| 16.   | Aurélien Paret-Peintre | FRA    | Decathlon AG2R La Mondiale Team | "                     |
| 17.   | Valentin Madouas       | FRA    | Groupama-FDJ                    | "                     |
| 18.   | Timo Kielich           | BEL    | Alpecin-Deceuninck              | "                     |
| 19.   | Stefan Bissegger       | SUI    | Decathlon AG2R La Mondiale Team | "                     |
| 20.   | Magnus Sheffield       | USA    | Ineos Grenadiers                | "                     |

## Vergabe der UCI-Punkte
Die Flandern-Rundfahrt 2025 ist Teil der UCI WorldTour 2025. Nach dem Rennen wurden UCI-Punkte vergeben, die sich auf die Platzierung der Fahrer und Mannschaften im UCI-Ranking auswirkten. Die Punktevergabe erfolgte nach folgendem Schlüssel:
| Platzierung  | 1.  | 2.  | 3.  | 4.  | 5.  | 6.  | 7.  | 8.  | 9.  | 10. | Anmerkung                               |
| ------------ | --- | --- | --- | --- | --- | --- | --- | --- | --- | --- | --------------------------------------- |
| Tageswertung | 800 | 640 | 520 | 440 | 360 | 280 | 240 | 200 | 160 | 135 | gestaffelt bis zum 60. Platz (5 Punkte) |